# Переводная литература
Переводна́я литерату́ра — совокупность текстов, первоначально написанных на одном языке, а затем переведённых на другой. Разделение литературы на переводную и оригинальную в большинстве случаев не слишком принципиально для литературы научной (хотя в некоторых гуманитарных научных дисциплинах в разных странах доминируют разные научные школы и подходы, так что переводная монография может сильно отличаться от написанной внутри данной страны на её языке). Однако для художественной литературы разделение на переводную и оригинальную может иметь весьма важное значение: в частности, соотношение переводных и оригинальных произведений в общем количестве изданий (как по числу названий, так и по тиражам) — немаловажный показатель состояния национальной культуры.
В некоторые эпохи в некоторых национальных культурах переводная литература играет едва ли не более важную роль, чем оригинальная — и это не показатель слабости национальной культуры, а, напротив, симптом её бурного роста и значительных общественных изменений: отсюда вытекает необходимость быстрого освоения и передачи разнопланового нового опыта, а это можно быстрее реализовать за счёт переводов и переложений, чем за счёт оригинального творчества писателей, которым требуется больше времени для осмысления новых явлений и процессов. В истории русской литературы наиболее известный и очевидный пример такой ситуации — рубеж XVIII—XIX веков, когда исключительную роль в её развитии играли переводы и переложения (прежде всего — сделанные Василием Жуковским).